# Пакри (полуостров)
Па́кри, ранее Ле́этсе (эст. Pakri poolsaar, Leetse poolsaar) — полуостров в Эстонии. Является частью Северо-Эстонской прибрежной низменности. В административном отношении является территорией города Палдиски.

## География
Полуостров является одной из самых эффектных выступающих в море частей Харьюского плато. Расположен на северо-западе материковой части Эстонии между заливами Палдиски и Лахепере.
Длина полуострова 12 км, ширина местами более 5 км, площадь около 40 км², наибольшая высота — 31 м над уровнем моря. На оконечности полуострова находится клиф Пакри (швед. Pakerort, нем. Packerort) высотой до 25 м, с его северной вершины стекает водопад Пакри.
На западном побережье полуострова Пакри расположен город Палдиски. На мысе Пакри в настоящее время находятся маяк, пограничный кордон и ветряной парк.

## История
Первые письменные сведения о полуострове Пакри относятся к 1377 году. В средние века недалеко от деревни Лаокюла находился порт. Залив Пакри в XVII веке был оплотом шведского флота, шведы построили на западном берегу полуострова небольшую крепость (швед. Rogerwiek), вокруг которой сформировался современный Палдиски. До Северной войны полуостров населяли в основном прибрежные шведы. Здесь находились мызы Леэтсе (нем. Leetz) и Палласте (нем. Pallas) и деревни Керсалу (Kersala), Лаокюла (Laydes), Леэтсе, Охтра (Ohter) и Пакри.
В 1718 году Пётр I начал строительство дамбы между полуостровом Пакри и островом Вяйке-Пакри и связанной с ней укреплённой крепости. Строительные работы были приостановлены в 1798 году. Успели только построить отрезок высотой 2 метра и длиной 380 метров, который морские волны размыли в хорошо различимую отмель. Сохранился нижний этаж маяка, установленного на мысе Пакри в 1724 году (в 1808 году его достроили в высоту на 6 метров). В 1889 году рядом с ним был построен нынешний маяк Пакри (52 метра).
По соглашению о базах, в 1940 году полуостров Пакри был преобразован Красной армией в закрытую зону, и все жители были эвакуированы (многие из них вернулись обратно во время немецкой оккупации). На полуострове находились две советские ракетные базы, построенные в 1965—1968 годах (их два ядерных реактора были демонтированы в 1994 году, заброшенные военные объекты также находятся и в других местах полуострова) и два подводных порта; последние советские войска покинули Эстонию в 1994 году.

## Рельеф и растительность
На полуострове произрастают аллювиальные заросшие лесолуга и лиственный лес. На мысе Пакри верхние слои уступа представляют собой известняки ордовикского периода, нижние слои — песчаник ордовикского и кембрийского периодов и сланцевые глины.
На полуострове есть несколько больших ледниковых валунов, в их числе топяной валун Леэтсе. С глинта полуострова, в районе Керсалу, Леэтсе и Ууга-Рятсепа стекают родники Пакри. Они представляют научный интерес в области природоведения (родниковые болота), имеют гидрогеоэкологическое значение (отражают химический состав подземных вод, образовавшихся на полуострове) и являются туристическими объектами. Родники находятся на территории природного парка Пакри. Их состояние оценивается как хорошее
В результате воздействия волн в песчанике полуострова на высоте водной поверхности образовались пещеры, некоторые из которых довольно просторные и длинные — 5–6 метров. Как писал в своей книге «Харьюмаа» (1921) Густав Вильберг, когда волны ударяют по ним, возникает «своего рода звук, похожий на грохот очень далёкого артиллерийского боя с перестрелкой». Пещеры расположены недалеко от маяка.

## Галерея

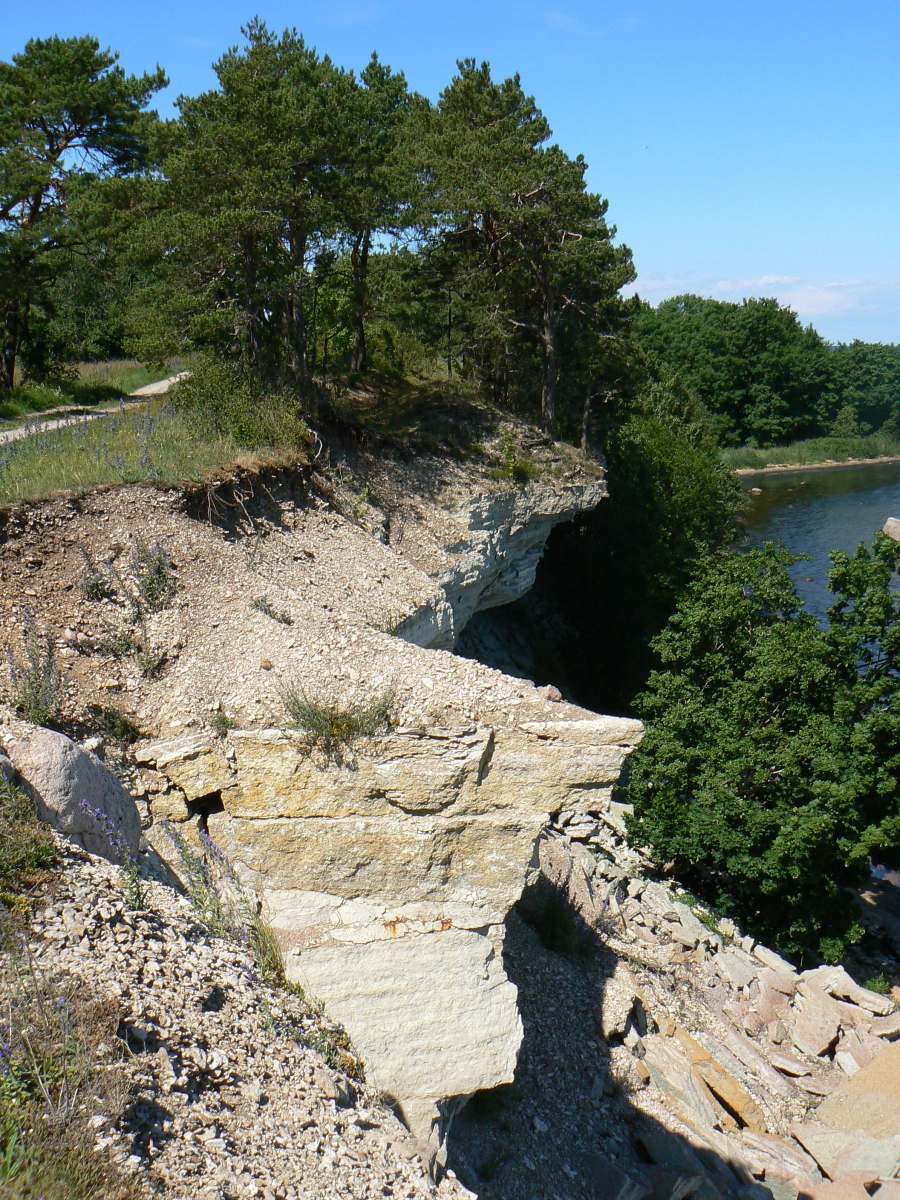
Восточное побережье полуострова Пакри
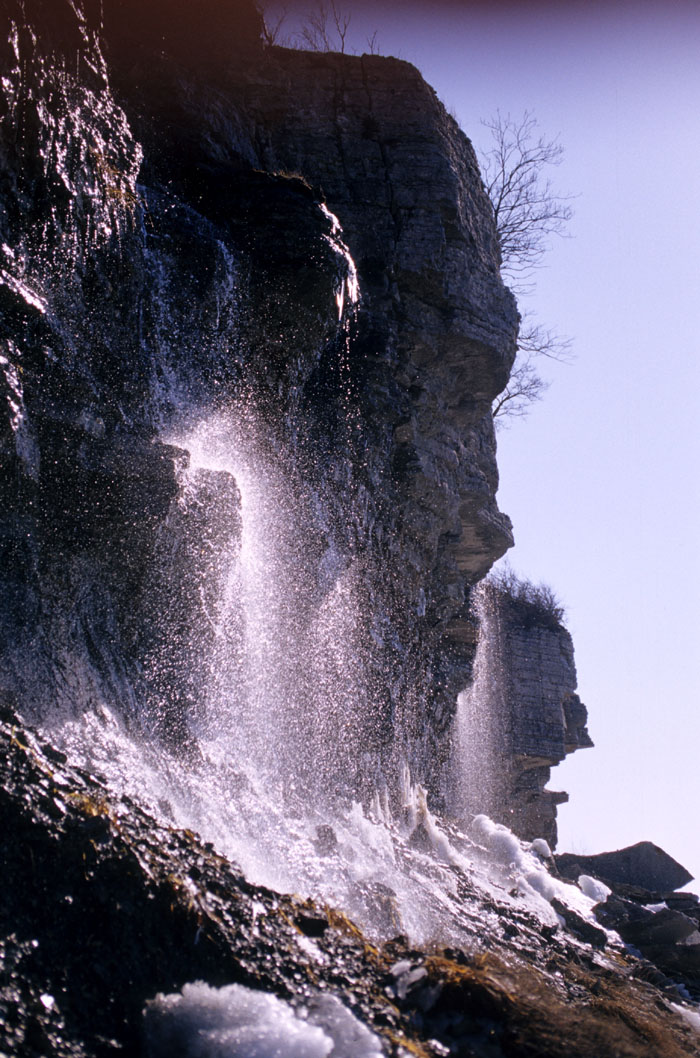
Клиф Пакри в январе
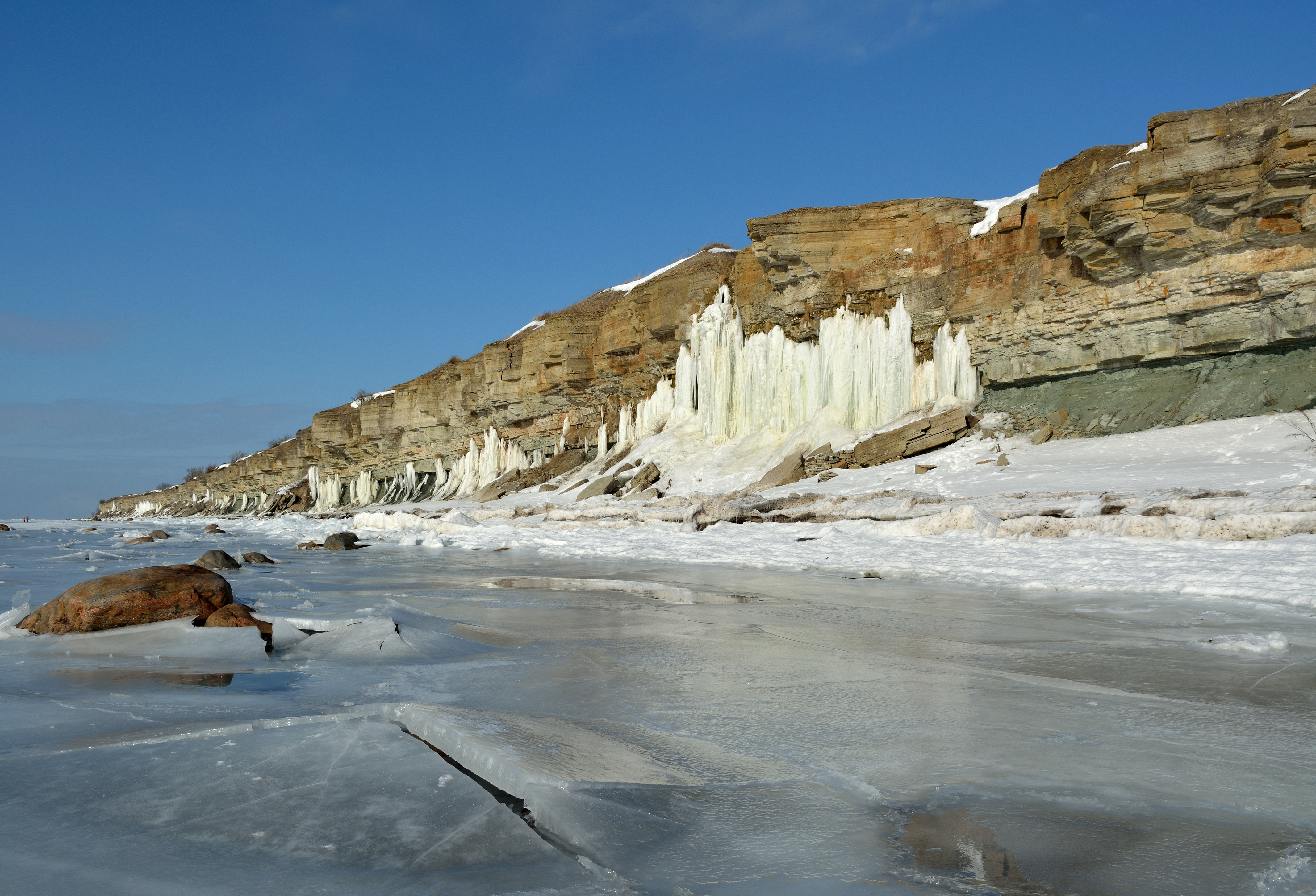
Клиф Пакри в марте
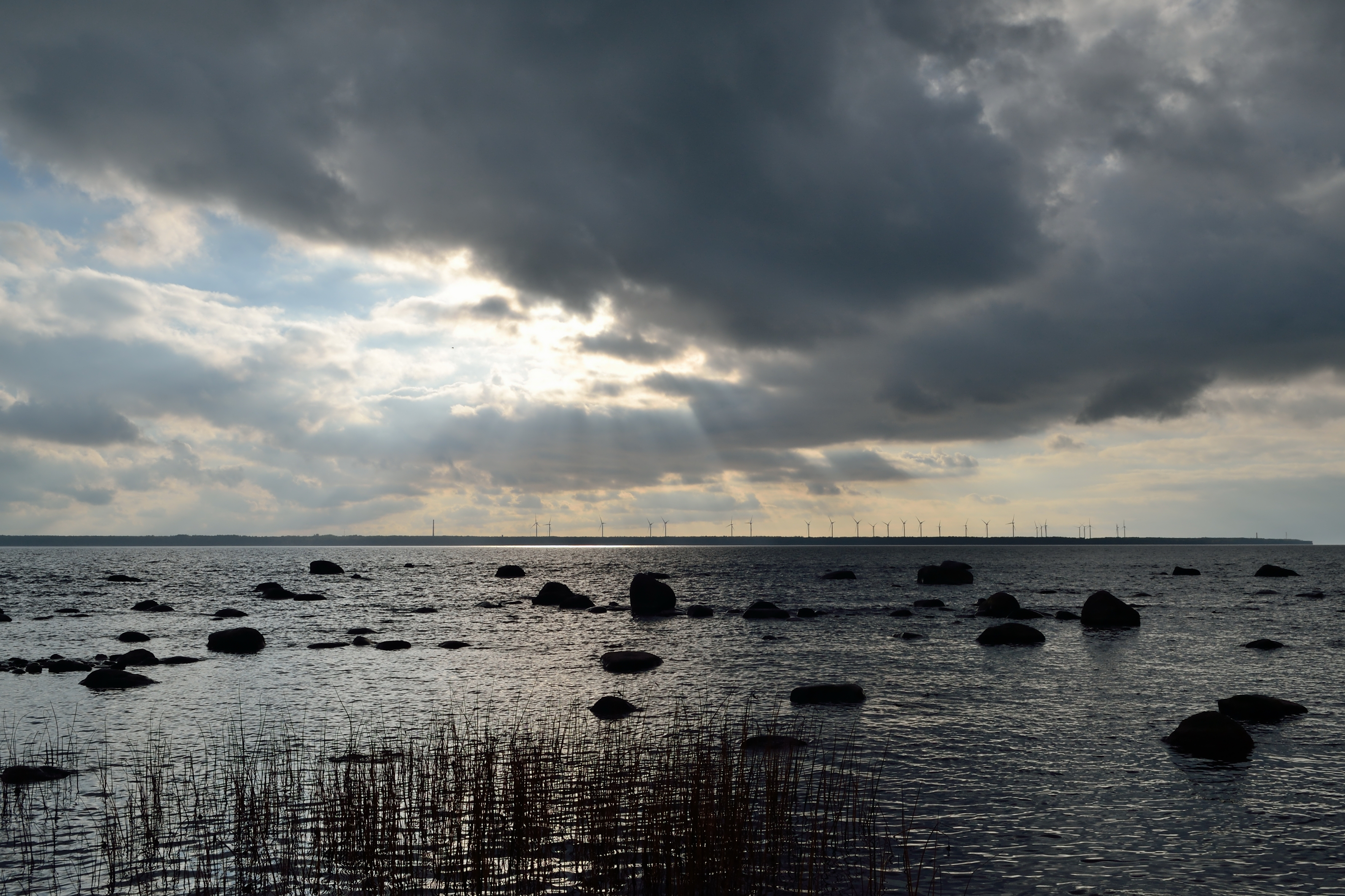
Залив Лахепере и ветряки на полуострове Пакри
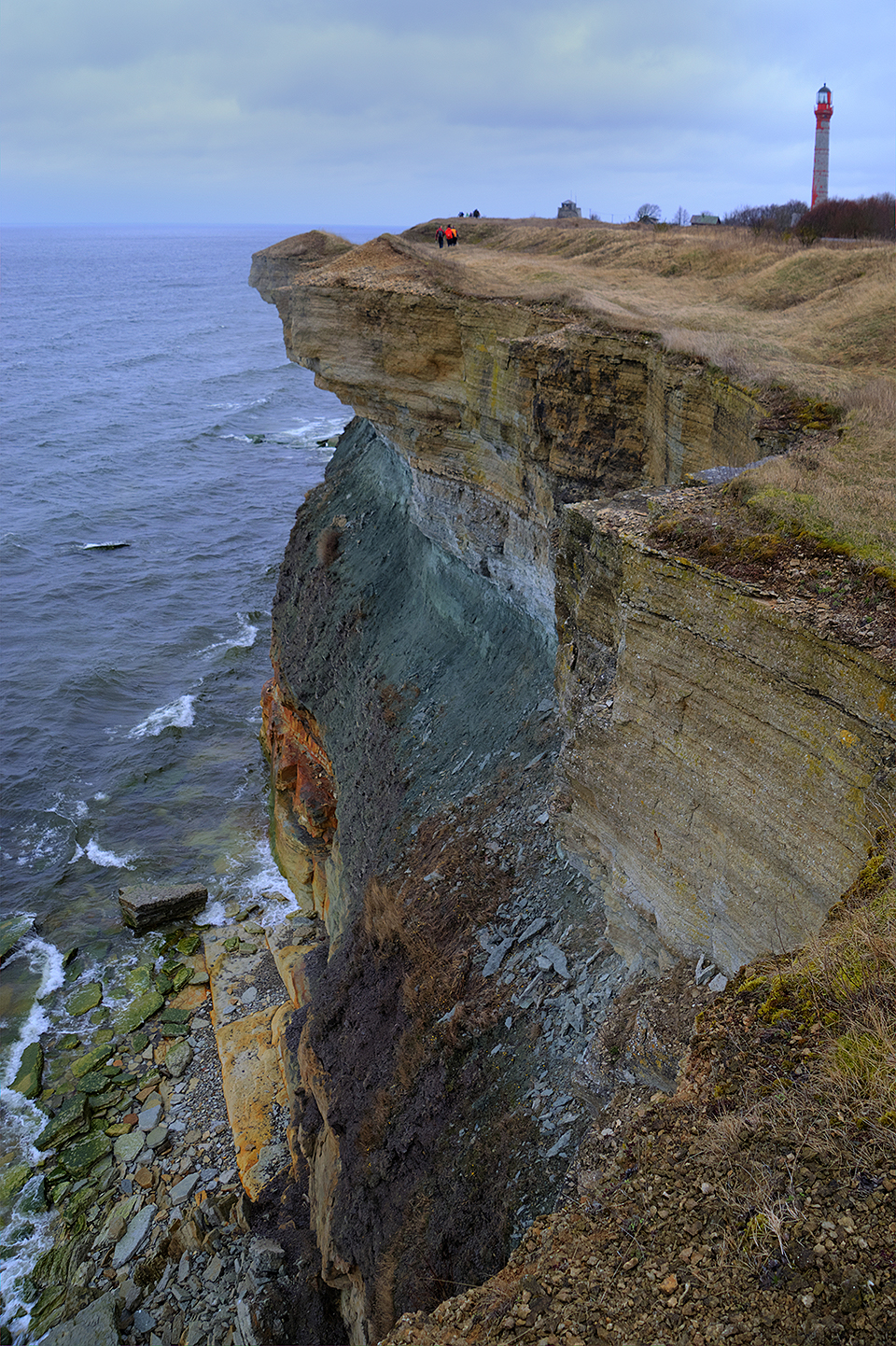
Маяк Пакри